# Eressa microchilus
Espèce
Eressa microchilus est une espèce de Lépidoptères de la famille des Arctiidae. C'est un papillon de nuit décrit par George Hampson en 1893. On le trouve au Myanmar.

## Synonymes
Eressa microchilus a pour synonymes :
- Syntomoides microchilus Hampson, [1893]
- Syntomis plumalis Hampson, 1896